# DDT
DDT (kratica trivialnega imena Dikloro-Difenil-Trikloroetan) je aromatska klorova spojina, eden najbolj znanih sintetičnih pesticidov.
Prvič so ga sintetizirali leta 1874, njegovo insekticidno delovanje pa so odkrili šele leta 1939. V drugi polovici 2. svetovne vojne so ga pričeli uspešno uporabljati za zatiranje komarjev, ki prenašajo malarijo, in zajedavskih uši, ki prenašajo tifus, kar je privedlo do bistvenega zmanjšanja pojavnosti teh dveh bolezni. Za odkritje, da DDT deluje kot kontaktni strup za mnoge členonožce, je švicarski kemik Paul Hermann Müller leta 1948 prejel Nobelovo nagrado za fiziologijo ali medicino Po vojni sta se proizvodnja DDT-ja in njegova uporaba v kmetijstvu močno povečala.
Leta 1962 pa je izšla knjiga Nema pomlad (Silent spring) ameriške biologinje Rachel Carson. V njej je avtorica zbrala dokaze o škodljivih vplivih nepremišljenega pršenja DDT na okolje v Združenih državah Amerike in podvomila v logiko vnašanja velikih količin kemikalij v okolje brez znanja o vplivih na ekosistem in zdravje ljudi. Postavila je tezo, da lahko uporaba DDT in drugih pesticidov povzroča raka in da njegova uporaba v kmetijstvu predstavlja grožnjo divjim živalim, predvsem ptičem. Objava je povzročila burno reakcijo javnosti, posledica česar je bila prepoved široke uporabe DDT v ZDA. Ta dogodek velja za enega ključnih pri nastanku okoljevarstvenega gibanja. Kasneje je bil DDT po Stockholmski konvenciji prepovedan povsod po svetu, vendar se v manjših količinah ponekod še uporablja za zatiranje prenašalcev nalezljivih bolezni.